# Fractura penisului
Fractura penisului este ruptura uneia sau ambelor membrane tunica albuginea, învelișurile fibroase care căptușesc corpul cavernos al penisului. Este cauzată de forța rapidă de impact asupra unui penis erect, de obicei în timpul actului sexual vaginal sau de masturbarea agresivă.  Uneori implică, de asemenea, ruperea parțială sau completă a uretrei sau leziuni ale nervilor dorsali, venelor și arterelor . 

## Semne și simptome
Un sunet asemănător cu o plesnitură sau cu sunetul ruperii unei crengi, durere semnificativă, umflătură majoră, pierderea imediată a erecției care duce la flaciditate și hematom cutanat de diferite dimensiuni sunt asociate frecvent cu evenimentul sexual.  

## Cauze

Secțiunea transversală a penisului uman

Fractura penisului este o afecțiune clinică relativ neobișnuită.  Contactul vaginal și masturbarea agresivă sunt cele mai frecvente cauze.  Un studiu din 2014 privind înregistrările de accidente și urgențe la trei spitale din Campinas, Brazilia, a arătat că femeia în poziția deasupra bărbatului în timpul actului sexual, este o cauză de risc major pentru producerea fracturii penisului, iar poziția misionară fiind cea mai sigură. Cercetările au relevat că, atunci când partenerul receptiv este deasupra, ei controlează de obicei mișcarea și nu sunt capabili să întrerupă mișcarea atunci când penisul suferă o penetrare adancă. În schimb, atunci când partenerul penetrant controlează mișcarea, aceștia au șanse mai mari de a se opri ca răspuns la durerea cauzată de dezaliniere, minimizând răul. 
Practica taqaandan (de asemenea, taghaandan) pune, de asemenea, bărbații în pericolul fracturării penisului. Taqaandan, termen ce este de origine kurdă, care înseamnă „a face clic”, este tehnica care presupune îndoirea părții superioare a penisului erect în timp ce partea inferioară a corpului penisului rămâne pe loc până când se aude și se simte un clic. Se spune că tehnica taqaandanul este nedureroasă și a fost comparată cu trosnitul articulațiilor, dar practica taqaandanului a dus la o creștere a prevalenței fracturilor de penis în vestul Iranului.  Taqaandan poate fi efectuat pentru a obține detumescența. 

## Diagnostic
Examenul cu ultrasunete este capabil să descrie fractura tunicii albuginea în majoritatea cazurilor (ca o discontinuitate hipoecogenă în tunica normal ecogenică). Într-un studiu pe 25 de pacienți, Zare Mehrjardi și colab. a concluzionat că ultrasunetele nu reușesc să găsească fractura exact atunci când este localizată la baza penisului. În studiul lor, imagistica prin rezonanță magnetică (RMN) a diagnosticat cu exactitate toate fracturile (ca o discontinuitate în tunică a semnalului normal scăzut atât pe secvențele ponderate T1, cât și pe T2). Au ajuns la concluzia că ultrasunetele ar trebui să fie considerate metoda inițială de imagistică, iar RMN-ul poate fi util în cazurile în care ultrasunetele nu prezintă nicio fractură, dar suspiciunile clinice de fractură sunt încă mari. În același studiu, autorii au investigat acuratețea ultrasunetelor și a RMN pentru determinarea localizării lacrimii (cartografierea fracturii) pentru a efectua o reparație chirurgicală adaptată. RMN a fost mai precis decât ecografia în acest scop, dar cartografierea cu ultrasunete a fost bine corelată cu rezultatele chirurgicale în cazurile în care lacrima a fost vizualizată în mod clar la examenul cu ultrasunete.  Avantajul ultrasunetelor în diagnosticul fracturii penisului este de neegalat atunci când se ia în considerare natura sa neinvazivă, rentabilă și neionizantă. 
Traumatismul penian poate rezulta dintr-o leziune contondentă sau penetrantă, aceasta din urmă fiind rar investigată prin metode imagistice, necesitând aproape întotdeauna o explorare chirurgicală imediată. În penisul erect, trauma rezultă din întinderea și îngustarea tunica albuginea, care poate suferi o ruptură segmentară a unuia sau a ambelor corpuri cavernoase, constituind o fractură a penisului. 

### Imagistică
În examinarea cu ultrasunete, o leziune a tunicii albuginea se prezintă ca o întrerupere a (pierderii continuității) liniei ecografice care o reprezintă (Figura 4). Hematoamele mici, moderate sau mari demonstrează gradul de discontinuitate. Hematoamele intracavernoase, uneori fără prezența unei fracturi a tunicii albuginea, pot fi observate atunci când există o leziune a mușchiului neted al trabeculelor care înconjoară spațiile sinusoidale sau plexul venular subtunical. 

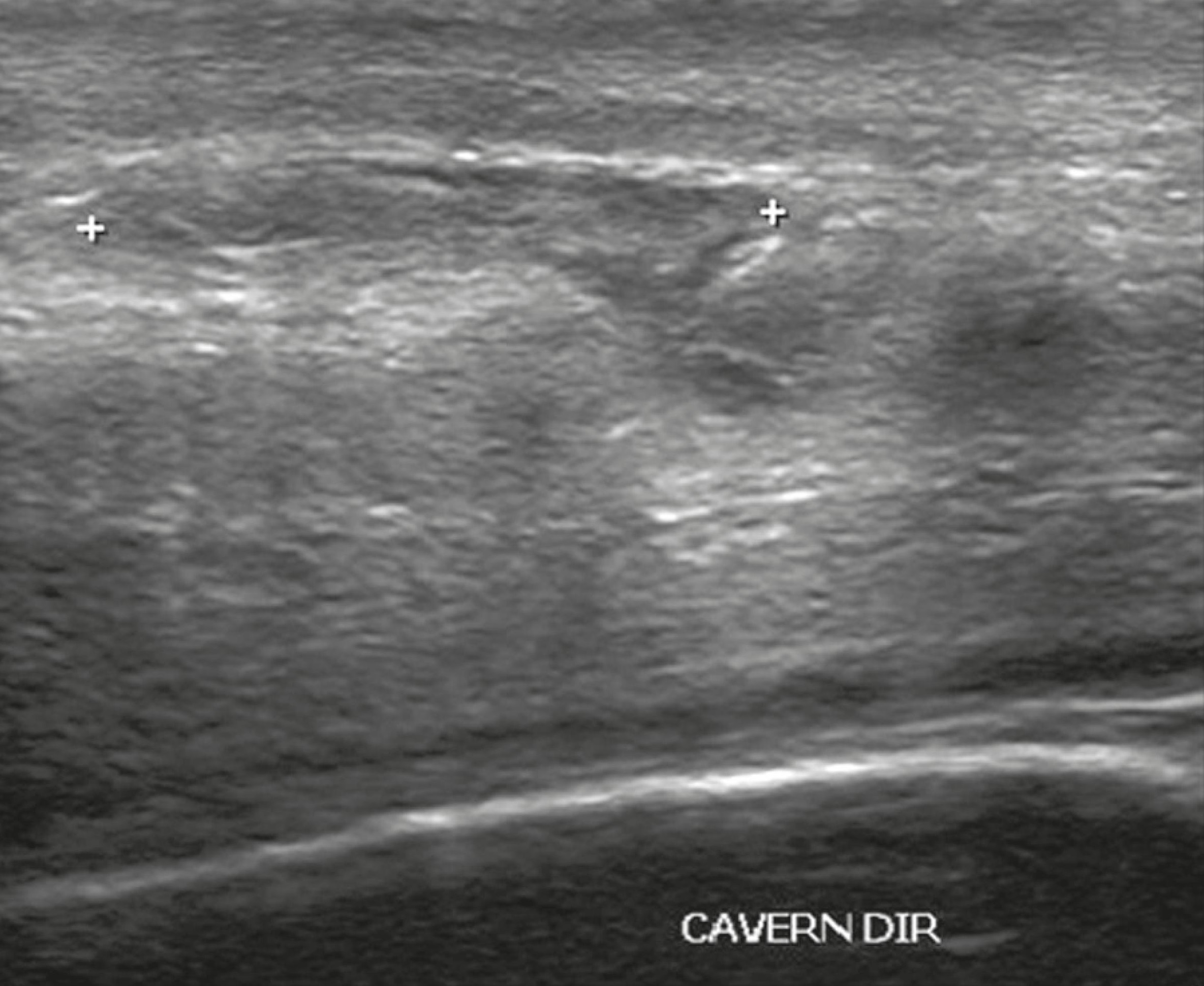
Figure 4 A: Ultrasound of the penis, right lateral view. Longitudinal section showing rupture of the tunica albuginea with an adjacent 1.92 cm hematoma (between calipers), due to trauma.
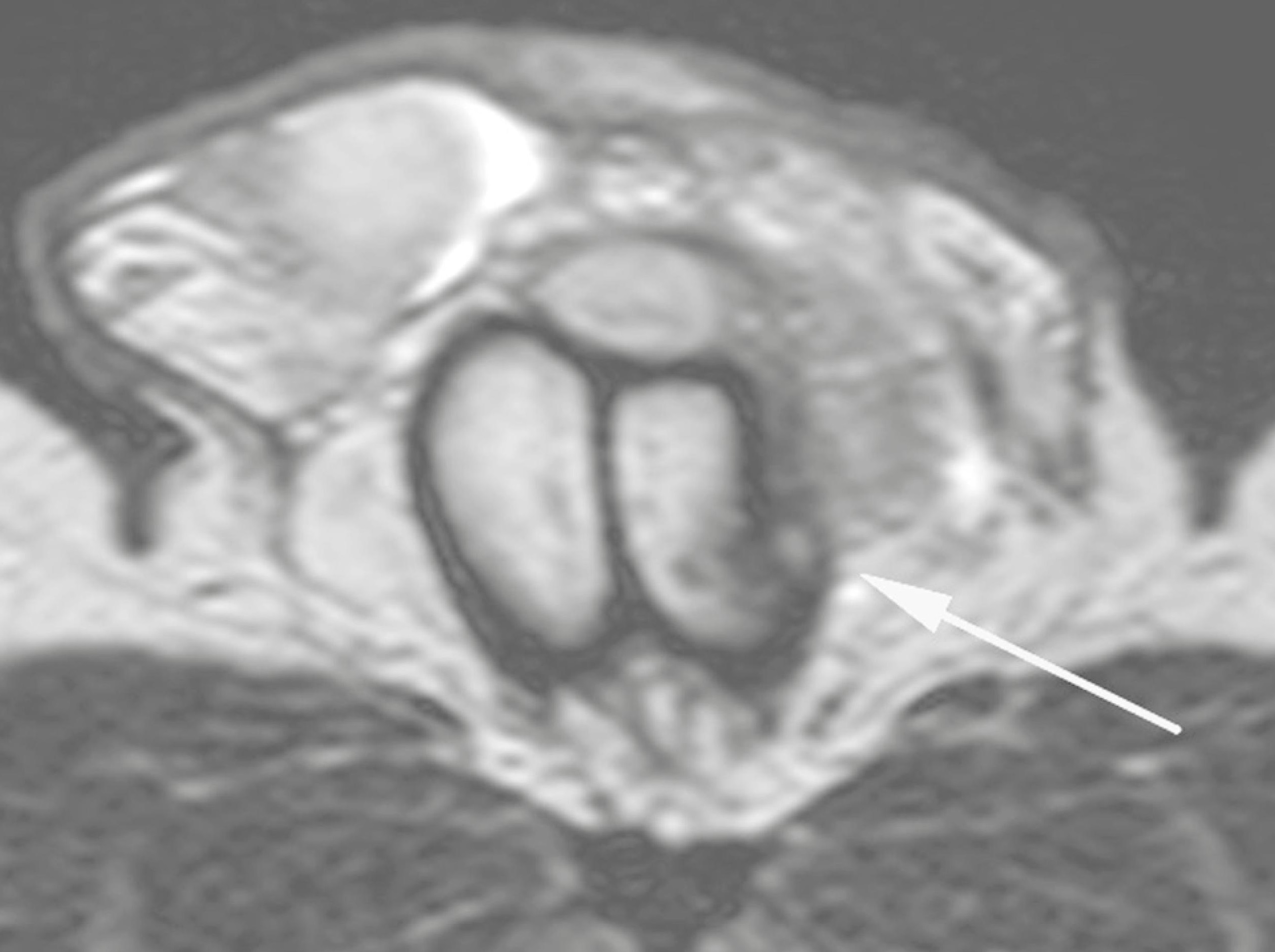
B: Axial T2-weighted turbo spin-echo magnetic resonance imaging scan showing left-sided discontinuity of the tunica albuginea (arrow), secondary to fracture.

În 10-15% din traumatismele penisului, poate exista o leziune uretrală însoțitoare. Când sângele este observat în meatul uretral, este necesară o evaluare a contrastului a uretrei. În cazurile în care constatările ecografice sunt neconcludente, utilizarea imagisticii prin rezonanță magnetică poate facilita diagnosticul și este recomandată de diverși autori. 

## Tratament

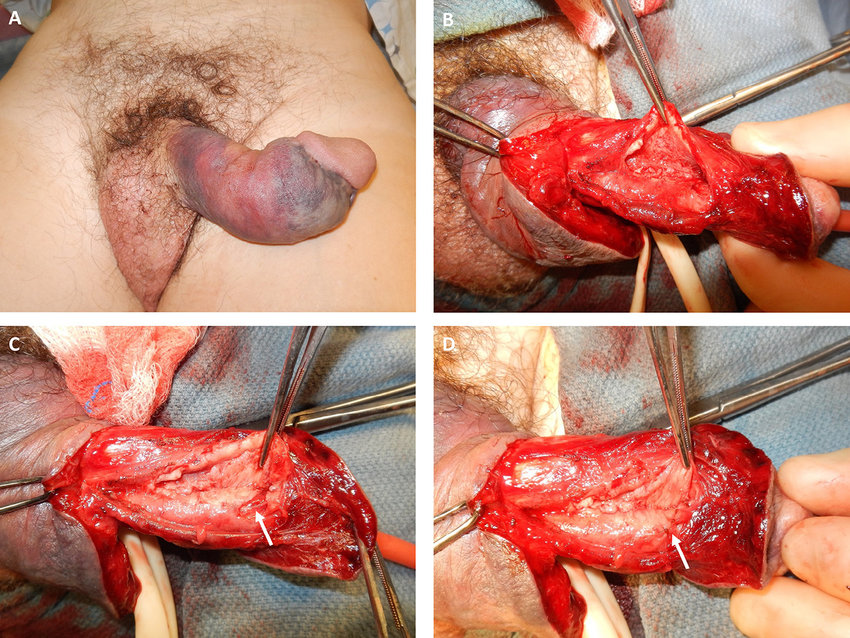
Tratamentul chirurgical al fracturii penisului

Fractura penisului este o urgență medicală, iar reparația chirurgicală de urgență este tratamentul obișnuit. Întârzierea în căutarea tratamentului crește rata complicațiilor. Abordările non-chirurgicale conduc la rate de complicații de 10-50%, inclusiv disfuncție erectilă, curbură permanentă a penisului, leziuni ale uretrei și durere în timpul actului sexual, în timp ce pacienții tratați operativ au o rată de complicații de 11%.  
În unele cazuri, se poate efectua uretrogramă retrogradă pentru a exclude leziunile uretrale concurente. 

## Probleme legale
În Statele Unite, cazul Doe v. Moe, 63 Liturghie. Aplicație CT. 516, 827 NE2d 240 (2005), a testat răspunderea pentru o leziune de fractură a penisului cauzată în timpul actului sexual. Curtea a refuzat să găsească culpa între doi adulți consensuali. Reclamantul în acest caz, un bărbat care a suferit o fractură a penisului, s-a plâns că inculpatul, fosta lui iubită, i-a cauzat rănirea în timp ce ea era deasupra lui în timpul actului sexual. Instanța a decis în favoarea ei, determinând că comportamentul ei nu era nici lipsit de lege, nici imprudent.